# Liste der Lieder von Mariah Carey
Diese Liste umfasst sämtliche von Mariah Carey veröffentlichten Lieder.

## 0–9
„100%“ (AT&T Team USA Soundtrack, 2010)

„4real4real“ (Ft. Da Brat) (E=MC² Bonus Track, 2008)

„8th Grade“ (Caution, 2018)

## A
„A No No“ (Caution, 2018)

„After Tonight“ (Rainbow, 1999)

„Against All Odds (Take a Look at Me Now)“ (Rainbow, 1999)

„Against All Odds (Take a Look at Me Now)“ (Ft. Westlife) (Rainbow Bonus Track, 1999)

„All I Live For“ (The Rarities, 2020)

„All I Want for Christmas Is You“ (Merry Christmas, 1994)

„All I Want for Christmas Is You“ (So So Def Remix) (Ft. Jermaine Dupri & Bow Wow) (Greatest Hits, 2001)

„All I Want for Christmas Is You“ (SuperFestive!) (Ft. Justin Bieber) (Under the Mistletoe, 2011)

„All I Want for Christmas Is You“ (Ft. Sickick) (2020)

„All I Want for Christmas Is You“ (Ft. Da Tweekaz X Code Black X Adrenalize)

„All in Your Mind“ (Mariah Carey, 1990)

„All I’ve Ever Wanted“ (Music Box, 1993)

„All My Life“ (Glitter, 2001)

„Almost Home“ (2013)

„Alone in Love“ (Mariah Carey, 1990)

„Always Be My Baby“ (Daydream, 1995)

„Always Be My Baby“ (Mr. Dupri Mix) (Ft. Da Brat & Xscape) (The Remixes, 2003)

„America the Beautiful“ (Me. I Am Mariah… The Elusive Chanteuse Bonus Track, 2014)

„And You Don’t Remember“ (Emotions, 1991)

„Angel (The Prelude)“ (Memoirs of an Imperfect Angel, 2009)

„Angels Cry“ (Memoirs of an Imperfect Angel, 2009)

„Angels Cry (Remix)“ (Ft. Ne-Yo) (2010)

„Anytime You Need a Friend“ (Music Box, 1993)

„Anytime You Need a Friend“ (C+C Club Version) (The Remixes, 2003)

„Auld Lang Syne (The New Year’a Anthem)“ (Merry Christmas II You, 2010)

## B
„Babydoll“ (Butterfly, 1997)

„#Beautiful“ (feat. Miguel) (Me. I Am Mariah… The Elusive Chanteuse, 2013)

„#Beautiful“ (feat. Miguel & A$AP Rocky)

„Betcha Gon’ Know (The Prologue)“ (Memoirs of an Imperfect Angel, 2009)

„Betcha Gon’ Know (The Prologue)“ (feat. R. Kelly) (Me. I Am Mariah... The Elusive Chanteuse [Deluxe Edition], 2014)

„Big Energy“ (feat. Latto X, DJ Khaled)

„Bliss“ (Rainbow, 1999)

„Boy (I Need You)“ (Boy (I Need You), 2002, Single-CD)

„Boy (I Need You)“ (feat. Cam’ron) (Charmbracelet, 2002)

„Breakdown“ (Ft. Bone Thugs-n-Harmony) (Butterfly, 1997)

„Breakdown“ (Ft. Krayzie Bone & Wish Bone) (The Remixes, 2003)

„Bring It On Home“

„Bringin’ on the Heartbreak“ (Charmbracelet, 2002)

„Butterfly“ (Butterfly, 1997)

„Bye Bye“ (E=MC², 2008)

## C
„Camouflage“ (Me. I Am Mariah… The Elusive Chanteuse, 2014)

„Candy Bling“ (Memoirs of an Imperfect Angel, 2009)

„Can You Hear Me“ (The Rarities, 2020)

„Can’t Let Go“ (Emotions, 1991)

„Can't Say No“ (feat. Rick Ross) (Black Market, 2015)

„Can’t Take That Away (Mariah’s Theme)“ (Rainbow, 1999)

„Caution“ (Caution, 2018)

„Chain Of Fools“ (feat. Aretha Franklin) (Jewels In The Crown: All Star Duets With The Queen, 2007)

„Charlie Brown Christmas“ (Merry Christmas II You, 2010)

„Christmas (Baby Please Come Home)“ (Merry Christmas, 1994)

„Christmas Time Is Here“ (Mariah Carey’s Magical Christmas Special, 2020)

„Christmas Time Is in the Air Again“ (Merry Christmas II You, 2010)

„Circles“ (The Emancipation of Mimi, 2005)

„Circles“ (feat. E-lie) (Circles, 2023, Single Digital)

„Close My Eyes“ (Butterfly, 1997)

„Clown“ (Charmbracelet, 2002)

„Cool on You“ (The Rarities, 2020)

„Cruise Control“ (Ft. Damian Marley) (E=MC², 2008)

„Cry.“ (Me. I Am Mariah… The Elusive Chanteuse, 2014)

„Crybaby“ (Ft. Snoop Dogg) (Rainbow, 1999)

## D
„Daydream Interlude“ (Fantasy Sweet Dub Mix) (Daydream, 1995)

„Dedicated“ (feat. Nas) (Me. I Am Mariah… The Elusive Chanteuse, 2014)

„Did I Do That?“ (Rainbow, 1999)

„Didn’t Mean to Turn You On“ (Glitter, 2001)

„Don’t Forget About Us“ (The Emancipation of Mimi Deluxe Bonus Track, 2005)

„Do You Know Where You're Goin’ To?“ (#1’s, 1998)

„Do You Think of Me“ (Dreamlover B-Seite, 1993) 

„Don't Forget About Us“ (The Emancipation Of Mimi [Ultra Platinum Edition], 2005)

„Don’t Play That Song“ (Mariah Carey, Australien, 1990)

„Don’t Stop (Funkin’ 4 Jamaica)“ (feat. Mystikal) (Glitter, 2001)

„Dreamlover“ (Music Box, 1993)

„Dreamlover“ (So So Def Club Mix) (The Remixes, 2003)

## E
„El Amor Que Soñé“ (Daydream Bonus Track, 1995)

„Emotions“ (Emotions, 1991)

"Emotions" (12" Club Mix) (The Remixes, 2003)

„Endless Love“ (Ft. Luther Vandross) (#1’s, 1998)

„Everybody Hurts“ (als Mitglied bei Helping Haiti) (2010)

„Everything Fades Away“ (Music Box Bonus Track, 1993)

## F
„Faded“ (Me. I Am Mariah… The Elusive Chanteuse, 2014)

„Fall In Love At Christmas“ (feat. Khalid, Kirk Franklin) (Fall In Love At Christmas, 2021, Single Digital)

„Fantasy“ (Daydream, 1995)

„Fantasy“ (Bad Boy Remix) (Ft. Ol’ Dirty Bastard) (The Remixes, 2003)

„Fantasy“ (Ft. O.D.B.) (The Collection, 2011)

„Fantasy“ (Def Club Mix) (Daydream Bonus Track, 1995)

„Fly Away (Butterfly Reprise)“ (Butterfly, 1997)

„Fly Away (Butterfly Reprise)“ (Fly Away Club Mix) (The Remixes, 2003)

„Fly Like a Bird“ (The Emancipation of Mimi, 2005)

„For the Record“ (E=MC², 2008)

„Forever“ (Daydream, 1995)

„Fourth of July“ (Butterfly, 1997)

## G
„Get Your Number“ (Ft. Jermaine Dupri) (The Emancipation of Mimi, 2005)

„Giving Me Life“ (feat. Slick Rick & Blood Orange) (Caution, 2018)

„God Rest Ye Merry, Gentlemen“ (Merry Christmas Bonus Track, 1994)

„Got a Thing 4 You“ (Ft. Da Brat & Elephant Man) (Charmbracelet Bonus Track, 2002)

„GTFO“ (Caution, 2018)

## H
„H.A.T.E.U.“ (Memoirs of an Imperfect Angel, 2009)

„Hark! The Herald Angels Sing/Gloria in Excelsis Deo“ (Merry Christmas, 1994)

„Heartbreaker“ (Rainbow, 1999)

„Heartbreaker“ (Ft. Jay-Z) (Rainbow, 1999)

„Heartbreaker“ (Remix) (Ft. Da Brat & Missy Elliott) (Rainbow, 1999)

„Heartbreaker/If You Should Ever Be Lonely“ (Junior’s Heartbreaker Club Mix) (The Remixes, 2003)

„Heat“ (E=MC² Bonus Track, 2008)

„Heavenly (No Ways Tired / Can’t Give Up Now)“ (Me. I Am Mariah… The Elusive Chanteuse, 2014)

„Here Comes Santa Claus (Right Down Santa Claus Lane) / Housetop Celebration“ (Merry Christmas II You, 2010)

„Here Comes Santa Claus (Right Down Santa Claus Lane) / Housetop Celebration“ (feat. Snoop Dogg & Jermaine Dupri) (Mariah Carey’s Magical Christmas Special, 2020)

„Here We Go Round Again“ (The Rarities, 2020)
„#Hermosa“ (feat. Miguel) (2013)

„Hero“ (Music Box, 1993)

„Hero“ (feat. Luciano Pavarotti) (For Guatemala And Kosovo, 1999)

„Héroe“ (Music Box Bonus Track, 1993)

„Honey“ (Butterfly, 1997)

„Honey“ (feat. Mase & The Lox) (Honey, 1997, Single-CD)

„Honey“ (Bad Boy Remix) (ft. Jadakiss, Styles.P, Mase & Puff Daddy)
„Honey“ (Def Club Mix) (Butterfly, 1997)

„Honey“ (So So Def Club Mix) (The Remixes, 2003)

„Honey“ (So So Def Mix) (Ft. Da Brat & Jermaine Dupri) (The Remixes, 2003)

„Honey“ (So So Def Radio Mix) (Ft. Da Brat & Jermaine Dupri) (Butterfly Bonus Track, 1997)

„Hopelessly Devoted to You“ (Ft. Olivia Newton-John) (Just The Two Of Us •• The Duets Collection - Volume One, 2023)

„How Much“ (Ft. Usher) (Rainbow, 1999)

## I
„I Am Free“ (Daydream, 1995)

„I Don’t“ (Mariah feat. YG, 2017)

„I Don’t Wanna Cry“ (Mariah Carey, 1990)

„I Feel It“

„I Know What You Want“ (Ft. Busta Rhymes & Flipmode Squad) (Charmbracelet Bonus Track, 2002)

„I Know What You Want“ (Radio-Version) (Ft. Busta Rhymes & Flipmode Squad) (The Remixes, 2003)

„I Only Wanted“ (Charmbracelet, 2002)

„I Pray“ (The Rarities, 2020)

„I Stay In Love“ (E=MC², 2008)

„I Still Believe“ (#1’s, 1998)

„I Still Believe / Pure Imagination“ (Ft. Krayzie Bone & Da Brat) (1998)

„I Want to Know What Love Is“ (Memoirs of an Imperfect Angel, 2009)

„I Wish You Knew“ (The Emancipation of Mimi, 2005)

„I Wish You Well“ (E=MC², 2008)

„If It’s Over“ (Emotions, 1991)

„If We“ (Ft. Nate Dogg, Ja Rule) (Glitter, 2001)

„I’ll Be Lovin’ U Long Time“ (E=MC², 2008)

„I’ll Be Lovin’ U Long Time“ (feat. T.I.) (E=MC², 2008)

„I’ll Be There“ (Ft. Trey Lorenz) (MTV Unplugged EP, 1992)

„I’m That Chick“ (E=MC², 2008)

„Imperfect“

„In the Mix“ (Mixed-ish Soundtrack, 2019)

„Infamous“ (Empire: Original Soundtrack, Season 3, 2016)

„Infinity“ (#1 to Infinity, 2015)

„Inseparable“ (Memoirs of an Imperfect Angel, 2009)

„If We“ (Ft. Ja Rule & Nate Dogg) (Glitter, 2001)

„Irresistible (West Side Connection)“ (Charmbracelet, 2002)

„It’s a Wrap“ (Memoirs of an Imperfect Angel, 2009)

„It’s a Wrap“ (+Mary J. Blige) (Me. I Am Mariah... The Elusive Chanteuse [Deluxe Edition], 2014)

„It’s Like That“ (The Emancipation of Mimi, 2005)

„It’s Like That“ (+Fat Joe) (We Belong Together, 2005, Single-CD)

„I’ve Been Thinking About You“ (Music Box, 1993)

## J
„Jesus Born on This Day“ (Merry Christmas, 1994)

„Jesus, Oh What a Wonderful Child“ (Merry Christmas, 1994)

„Joy Ride“ (The Emancipation of Mimi, 2005)

„Joy to the World“ (Merry Christmas, 1994)

„Just Be Good to Me“ (The Rarities, 2020)

„Just Stand Up!“ (&Stand Up To Cancer) (Just Stand Up, 2008, Single-CD)

„Just to Hold You Once Again“ (Music Box, 1993)

## L
„Languishing (The Interlude)“ (Memoirs of an Imperfect Angel, 2009)

„Last Kiss“ (E=MC², 2008)

„Last Night a DJ Saved My Life“ (Ft. Busta Rhymes, Fabolous & DJ Clue) (Glitter, 2001)

„Lead the Way“ (Glitter, 2001)

„Lil' L.O.V.E.“ (feat. Bone Thugs-N-Harmony & Bow Wow) (Strength & Loyalty, 2007)

„Lil Snowman“ (2017)

„Long Ago“ (Daydream, 1995)

„Looking In“ (Daydream, 1995)

„Love Story“ (E=MC², 2008)

„Love Takes Time“ (Mariah Carey, 1990)

„Loverboy“ (Glitter, 2001)

„Loverboy“ (feat. Cameo) (Glitter, 2001)

„Loverboy“ (Remix) (Ft. Da Brat, Ludacris, Shawnna & Twenty II) (Glitter, 2001)

„Loverboy“ (MJ Cole Main Remix Radio Edit) (Glitter Bonus Track, 2001)

„Lullaby“ (Charmbracelet, 2002)

„Lullaby of Birdland“ (The Rarities, 2020)

## M
„Make It Happen“ (Emotions, 1991)

„Make It Look Good“ (Me. I Am Mariah… The Elusive Chanteuse, 2014)

„Makin’ It Last All Night (What It Do)“ (Ft. Jermaine Dupri) (The Emancipation of Mimi Bonus Track, 2005)

„Me. I Am Mariah... The Elusive Chanteuse“ (2014)

„Melt Away“ (Daydream, 1995)

„Mesmerized“ (The Rarities, 2020)

„Meteorite“ (Me. I Am Mariah… The Elusive Chanteuse, 2014)

„Mi Todo“ (Butterfly Bonus Track, 1997)

„Migrate“ (Ft. T-Pain) (E=MC², 2008)

„Mine Again“ (The Emancipation of Mimi, 2005)

„Miss You“ (Ft. Jadakiss) (Charmbracelet Bonus Track, 2002)

„Miss You Most (At Christmas Time)“ (Merry Christmas, 1994)

„Misty Moon“ 

„Money ($ * / ...)“ (feat. Fabolous) (Me. I Am Mariah… The Elusive Chanteuse, 2014)

„More Than Just Friends“ (Memoirs of an Imperfect Angel, 2009)

„Music Box“ (Music Box, 1993)

„My All“ (Butterfly, 1997)

„My All“ (Morales „My“ Club Mix) (The Remixes, 2003)

„My All/Stay Awhile“ (So So Def Mix) (feat. Lord Tariq & Peter Gunz) (The Remixes, 2003)

„My Love“ (w/ The-Dream, Love vs. Money, 2009)

„My Saving Grace“ (Charmbracelet, 2002)

## N
„Never Forget You“ (Music Box, 1993)

„Never Too Far“ (Glitter, 2001)

„Never Too Far/Hero Medley“ (Greatest Hits Bonus Track, 2001)

„Now That I Know“ (Music Box, 1993)

## O
„O.O.C.“ (E=MC², 2008)

„O Come All Ye Faithful / Hallelujah Chorus“ (feat. Patricia Carey) (Merry Christmas II You, 2010)

„O Holy Night“ (Merry Christmas, 1994)

„O Little Town of Betlehem / Little Drummer Boy“ (Merry Christmas II You, 2010)

„Obsessed“ (Memoirs of an Imperfect Angel, 2009)

„Obsessed“ (Cahill Radio Mix) (Memoirs of an Imperfect Angel Bonus Track, 2009)

„Obsessed“ (Friscia and Lamboy Radio Mix) (Memoirs of an Imperfect Angel Bonus Track, 2009)

„Obsessed“ (Jump Smokers Radio Edit) (Memoirs of an Imperfect Angel Bonus Track, 2009)

„Obsessed“ (Remix) (Ft. Gucci Mane) (2010)

„Obsessed“ (Seamus Haji & Paul Emanuel Radio Edit) (Memoirs of an Imperfect Angel Bonus Track, 2009)

„Oh Santa!“ (Merry Christmas II You, 2010)

„Oh Santa!“ (Ft. Ariana Grande & Jennifer Hudson) (Mariah Carey’s Magical Christmas Special, 2020, Album Digital)

„One and Only“ (Ft. Twista) (The Emancipation of Mimi, 2005)

„One Child“ (Merry Christmas II You, 2010)

„One Mo’ Gen“ (Caution, 2018)

„One More Try“ (Me. I Am Mariah… The Elusive Chanteuse, 2014)

„One Night“ (The Rarities, 2020)

„One Sweet Day“ (Ft. Boyz II Men) (Daydream, 1995)

„Open Arms“ (Daydream, 1995)

„Out Here on My Own“ (The Rarities, 2020)

„Outside“ (Butterfly, 1997)

## P
„Petals“ (Rainbow, 1999)

„Pisces“ (Ft. Trey Lorenz)

„Portrait“ (Caution, 2018)

„Prisoner“ (Mariah Carey, 1990)

## R
„Rainbow“ (Interlude) (Rainbow, 1999)

„Reflections (Care Enough)“ (Glitter, 2001)

„Ribbon“ (Memoirs of an Imperfect Angel, 2009)

„Right to Dream“ (Tennessee, 2008)

„Runway“ (Caution Bonus Track, 2018)

## S
„Santa Claus Is Comin’ to Town“ (Merry Christmas, 1994)

„Santa Claus Is Comin’ to Town“ (Anniversary Mix) (Merry Christmas Bonus Track, 1994)

„Save the Day“ (+Lauryn Hill) (The Rarities, 2020)

„Say Somethin’“ (feat. Snoop Dogg) (The Emancipation of Mimi, 2005)

„Secret Love“ (The Emancipation of Mimi Bonus Track, 2005)

„Sent from up Above“ (Mariah Carey, 1990)

„Shake It Off“ (The Emancipation of Mimi, 2005)

„Side Effects“ (feat. Young Jeezy) (E=MC², 2008)

„Silent Night“ (Merry Christmas, 1994)

„Sleigh Ride“ (Mariah Carey’s Magical Christmas Special, 2020, Album Digital)

„Slipping Away“ (1996)

„So Blessed“ (Emotions, 1991)

„So Lonely“

„So Lonely (One & Only Part II)“ (feat. Twista) (The Emancipation of Mimi Bonus Track, 2005)

„Someday“ (Mariah Carey, 1990)

„Somewhat Loved (There You Go Breakin' My Heart)“ (feat. Jam & Lewis x) (Volume One, 2021)

„Sprung“ (The Emancipation of Mimi Bonus Track, 2005)

„Standing O“ (Memoirs of an Imperfect Angel, 2009)

„Stay Long Love You“ (+Gunna) (Caution, 2018)

„Stay the Night“ (The Emancipation of Mimi, 2005)

„Sugar Plum Fairy Interlude“ (All I Want For Christmas Is You, 2019, Single-CD)

„Subtle Invitation“ (Charmbracelet, 2002)

„Sunflowers for Alfred Roy“ (Charmbracelet, 2002)

„Supernatural“ (Me. I Am Mariah… The Elusive Chanteuse, 2014)

„Sweetheart“ (feat. Jermaine Dupri) (#1’s, 1998)

## T
„Thank God I Found You“ (Rainbow, 1999)

„Thank God I Found You“ (feat. Joe und 98 Degrees) (Rainbow, 1999)

„Thank God I Found You“ (Make It Last Remix) (feat. Joe und Nas) (The Remixes, 2003)

„Thanx 4 Nothin’“ (E=MC², 2008)

„The Art of Letting Go“ (Me. I Am Mariah… The Elusive Chanteuse, Deluxe Bonus Track, 2014)

„The Beautiful Ones“ (feat. Dru Hill) (Butterfly, 1997)

„The Distance“ (feat. Ty Dolla $ign) (Caution, 2018)

„The First Noel / Born Is The King (Interlude)“ (Merry Christmas II You, 2010)

„The Impossible“ (Memoirs of an Imperfect Angel, 2009)

„The Impossible (The Reprise)“ (Memoirs of an Imperfect Angel, 2009)

„The One“ (Charmbracelet, 2002)

„The One“ (So So Def Remix) (feat. Bone Crusher) (Charmbracelet Bonus Track, 2002)

„The Roof“ (Butterfly, 1997)

„The Roof“ (Mobb Deep Extended Version) (The Ballads Bonus Track, 2009)

„The Roof“ (feat. Brandy)

„The Star“ (2017)

„The Wind“ (Emotions, 1991)

„Theme From Mahogany (Do You Know Where You're Going To)“ (#1's, 1998)

„There for Me“ (Never Too Far/Hero Medley, 2001)

„There Goes My Heart“ (Charmbracelet Bonus Track, 2002)
„There’s Got to Be a Way“ (Mariah Carey, 1990)

„Things That U Do“ (feat. Jay-Z) (Vol. 3: Life And Times Of S. Carter, 1999)

„Thirsty“ (Me. I Am Mariah… The Elusive Chanteuse, 2014)

„Through the Rain“ (Charmbracelet, 2002)

„Through the Rain“ (HQ2 Radio Edit) (The Remixes, 2003)

„Through the Rain“ (Remix) (feat. Joe und Kelly Price) (Charmbracelet, 2002)

„Till the End of Time“ (Emotions, 1991)

„To Be Around You“ (Emotions, 1991)

„To the Floor“ (feat. Nelly) (The Emancipation of Mimi, 2005)

„Touch My Body“ (E=MC², 2008)

„Triumphant (Get ‘Em)“ (feat. Rick Ross & Meek Mill) (Triumphant (Get ‘Em), 2012, Single Digital)

„Twister“ (Glitter, 2001)

## U
„U Make Me Wanna“ (feat. Jadakiss) (R&B 2005, 2004, Compilation)

„Underneath the Stars“ (Daydream, 1995)

„Up Out My Face“ (Memoirs of an Imperfect Angel, 2009)

„Up Out My Face (Remix)“ (feat. Nicki Minaj) (2010)

„Up Out My Face (The Reprise)“ (Memoirs of an Imperfect Angel, 2009)

## V
„Vanishing“ (Mariah Carey, 1990)

„Vision of Love“ (Mariah Carey, 1990)

„Vulnerability“ (Interlude) (Rainbow, 1999)

## W
„Want You“ (feat. Eric Benét) (Glitter, 2001)

„We Belong Together“ (The Emancipation of Mimi, 2005)

„We Belong Together“ (Remix) (feat. Jadakiss und Styles P) (The Emancipation of Mimi, Bonus Titel, 2005)

„What Would You Do“ (feat. Butch Cassidy & Nate Dogg)

„When Christmas Comes“ (Merry Christmas II You, 2010)

„When Christmas Comes“ (+John Legend) (Merry Christmas [Deluxe Anniversary Edition], 2019)

„When Do the Bells Ring for Me“ (w/ Tony Bennett, Duets II, 2011)

„When I Saw You“ (Daydream, 1995)

„When You Believe“ (feat. Whitney Houston) (#1’s, 1998)

„Whenever You Call“ (Butterfly, 1997)

„Whenever You Call“ (feat. Brian McKnight) (#1’s, 1998)

„Where I Belong“ (feat. Busta Rhymes) (Extinction Level Event 2: The Wrath Of God, 2020, Album Digital)

„With You“ (Caution, 2018)

„Without You“ (Music Box, 1993)

## X
„X-Girlfriend“ (Rainbow, 1999)

## Y
„You Don’t Know What To Do“ (+ feat.Wale) (Me. I Am Mariah… The Elusive Chanteuse, 2014)

„You Got Me“ (feat. Freeway und Jay-Z) (Charmbracelet, 2002)

„You Had Your Chance“ (Charmbracelet, 2002)

„You Need Me“ (Mariah Carey, 1990)

„Your Girl“ (The Emancipation of Mimi, 2005)

„You’re Mine (Eternal)“ (Me. I Am Mariah… The Elusive Chanteuse, 2014)

„You’re So Cold“ (Emotions, 1991)

„Yours“ (Charmbracelet, 2002)